# S-F Magazine
Das S-F Magazine (jap. S-Fマガジン Esu Efu Magajin) ist ein monatliches japanisches Science-Fiction-Magazin, das von Hayakawa Shobō publiziert wird. Es erscheint am 25. jeden Monats.
Die erste Ausgabe erschien im Dezember 1959 in Zusammenarbeit mit der amerikanischen Fantasy-Zeitschrift F&SF. Der erste Chefredakteur Masami Fukushima (福島 正実) führte in das goldene Zeitalter der japanischen Science-Fiction. Anfangs publizierte es hauptsächlich Übersetzungen von amerikanischen Autoren, später ging es allerdings auch dazu über, japanische Autoren zu veröffentlichen.
In der ersten Ausgabe wurden unter anderem Geschichten von Robert Sheckley, Philip K. Dick, Isaac Asimov, Arthur C. Clarke, Ray Bradbury und andere veröffentlicht.
Zusätzlich zur Hard Science Fiction im engeren Sinne publiziert es auch Fantasy, wundersame Geschichten und anderes. Es gibt mehrere monatliche Kolumnen, zum Beispiel (They call me) Trek Daddy, wie auch einteilige und Fortsetzungsgeschichten.

## Berühmte Autoren
- Shin’ichi Hoshi
- Sakyō Komatsu
- Yasutaka Tsutsui
- Taku Mayumura (眉村 卓)
- Ryū Miseki (光瀬 龍)
- Fujio Ishihara (石原 藤夫)
- Jin Kusakami (草上 仁)
- Kō Hiura (火浦 功)
- Keigo Misaki (岬 兄悟)
- Osamu Tezuka
- Fujiko F. Fujio
- Kaoru Kurimoto
- Jun’ya Yokota (横田 順彌)
- Makoto Shiina (椎名 誠)
- Brian Aldiss
- J. G. Ballard
- Greg Bear
- Samuel R. Delany
- Greg Egan
- Bruce Sterling
- James Tiptree, Jr.
- Cordwainer Smith
- Kurt Vonnegut